# Народный конгресс (ЮАР)
Народный конгресс (англ. Congress of the People, COPE) — политическая партия ЮАР, сформированная в 2008 году при расколе Африканского национального конгресса его бывшими членами Мосиоуа Лекотой, Мбхазимой Шиловой и Млулеку Джорджем для участия во всеобщих выборах 2009 года. Название партии отсылает к Народному конгрессу 1955 года, на которой АНК и другие партии приняли Хартию Свободы. АНК в судебном порядке пытался оспорить права на название.
На выборах 2009 года партия получила 1 311 027 (7.42 %) голосов.